# Szávó János
Szávó János (Törökszentmiklós, 1938 – 2016. december 22.) magyar nemzeti labdarúgó-játékvezető.

## Pályafutása
1971-ben debütált az NB I-ben, a Tatabánya–Csepel (2–0) bajnoki találkozó vezetésével. Hosszú és eredményes játékvezetői pályafutását 1984-ben, az Újpesti Dózsa–MTK–VM (0–1) bajnoki mérkőzés vezetésével fejezte be. Élvonalbeli mérkőzéseinek száma: 153, amivel az 1968–1998 közötti időszakban a 16. legfoglalkoztatottabb játékvezető volt.
Nemzetközi minősítésű, FIFA játékvezető társaival több nemzetek közötti válogatott- és kupa mérkőzésen illetve nemzetek közötti klubmérkőzésen szerepelt, mint partjelző.